# Giv'at Bahat
Giv'at Bahat (hebrejsky: גבעת בהט) je vrch o nadmořské výšce 297 metrů v jižním Izraeli, v pohoří Harej Ejlat.
Nachází se cca 10 kilometrů severně od centra města Ejlat a cca 7 kilometrů východně od mezistátní hranice mezi Izraelem a Egyptem na okraji údolí Vádí al-Araba. Má podobu výrazného odlesněného skalního masivu, jehož svahy na všechny strany prudce spadají do hlubokých údolí, jimiž protékají vádí. Na severní straně je to vádí Nachal Cfunot, na západě a jihu terén klesá do Nachal Amram, které odděluje horu od sousedního vrchu Har Amir. Hora je turisticky využívaná. Pod svahy Har Amir prochází Izraelská stezka.